# Słabodski
Słabodski (biał. Слабодскі; ros. Слободской) – przystanek kolejowy w pobliżu miejscowości Słabada, w rejonie orszańskim, w obwodzie witebskim, na Białorusi. Położony jest na linii Orsza - Lepel.